# Кузнецов, Николай Васильевич (таганрогское подполье)
Николай Васильевич Кузнецов (9 мая 1924, пос. Красный Курской обл. — 6 июля 1943, Таганрог) — член таганрогской антифашистской подпольной организации.

## Биография
Родился 9 мая 1924 в пос. Красный Курской области. Выпускник школы № 2 им. А. П. Чехова.
В 1941 году вступил в ряды таганрогской антифашистской подпольной организации вместе со своим приятелем Юрием Пазоном. Был схвачен оккупационными властями Таганрога 28 мая 1943 года. «Дорогая мамочка, родные, близкие и друзья! Пишу вам из-за тюремной решётки. Арестовали нас с Юрием Пазоном 28 мая в четыре часа утра на море у мыса Вареновского. Третий товарищ погиб, убитый из пулемёта.
```
  Полиция узнала, что мы с Юрием Пазоном сожгли дотла немецкий вездеход с пшеницей и автомашину, убили изменника Родины, крали у немцев оружие, совершали диверсии, терор. За это нас повесят или, в лучшем случае, расстреляют. Гвардия погибает, но не сдаётся. Били, мучили. Ничего, им же хуже будет! Они нас опередили, но скоро на берегу зажгутся сигналы и Красная Армия будет в Таганроге. На той стороне о нас помнят и никогда не забудут...
  Крепись, мама! Береги здоровье ради Светланы. Как дед, мать, дядя?
  Привет родным, близким. Привет Зине - моему другу. Товарищи наши имена не забудут. Гордись, мама!», — передал Кузнецов оставшимся на свободе участникам подполья. Наряду с другими участниками таганрогского подполья казнён 
6 июля
 
1943 года
[
4
]
 в 
Петрушиной балке
.
```

Посмертно награждён медалью «За боевые заслуги». Является одним из персонажей романа И. М. Бондаренко «Такая долгая жизнь».